# روبرتو غوميز فرنانديز
روبرتو غوميز فرنانديز (بالإسبانية: Roberto Gómez Fernández)‏ (و. 1964  م) هو منتج تلفزيوني، وممثل، وفنان، وممثل تلفزي مكسيكي، ولد في مدينة مكسيكو.

## وصلات خارجية
- روبرتو غوميز فرنانديز على موقع IMDb (الإنجليزية)
- روبرتو غوميز فرنانديز على موقع قاعدة بيانات الفيلم (الإنجليزية)

- روبرتو غوميز فرنانديز في قاعدة بيانات الأفلام على الإنترنت